# Raisio
Raisio este o comună din Finlanda.